# Piet Kramer

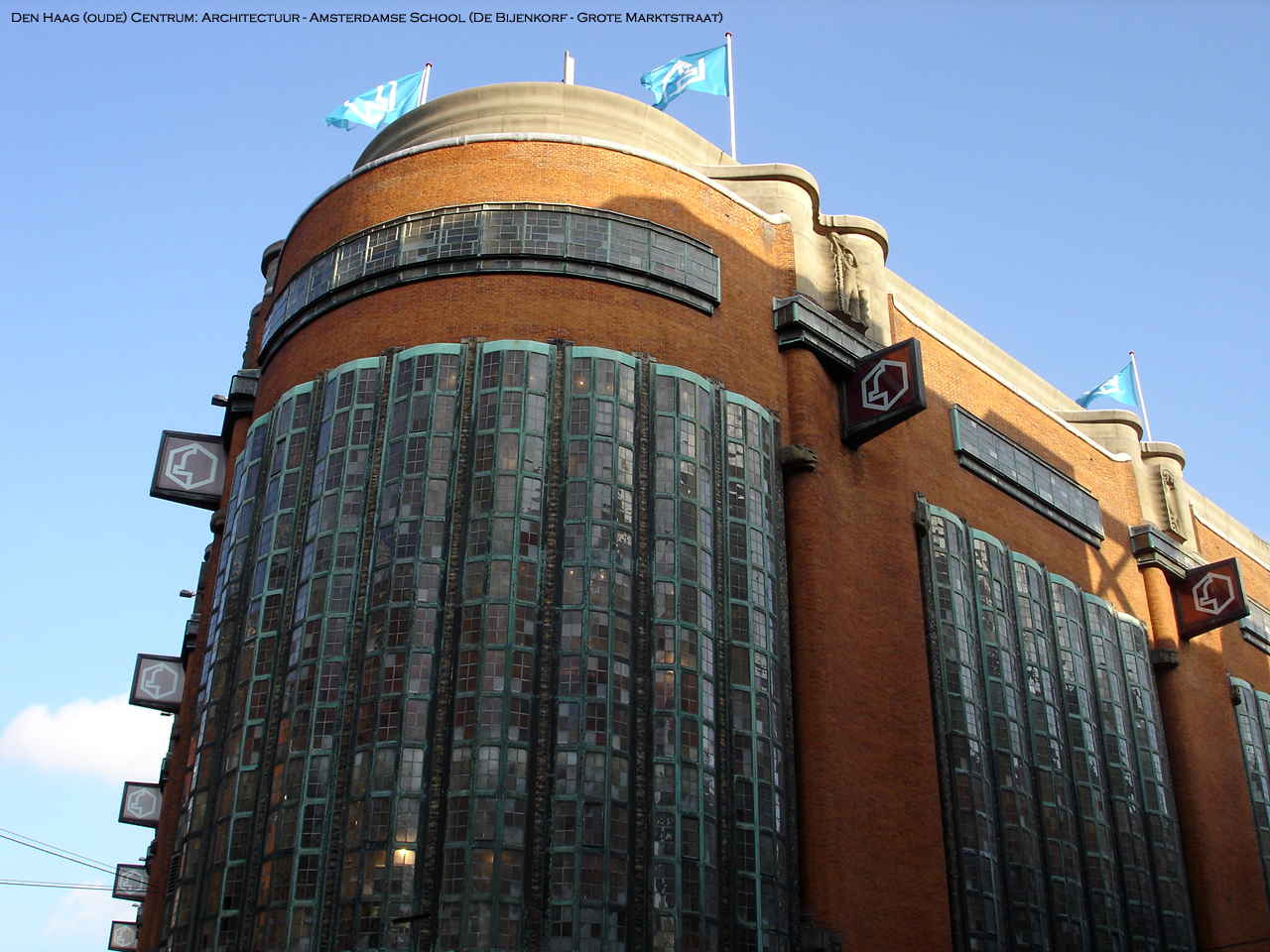
Loja de departamentos Bijenkorf, A Haia.

Pieter Lodewijk Kramer, mais conhecido por Piet Kramer  (Amesterdão, 1 de julho de 1881 – Velsen, 4 de fevereiro de 1961) foi um arquiteto holandês. Foi um dos fundadores da Escola de Amsterdão (arquitetura expressionista), junto a Michel de Klerk e Johan van der Mey, com os que colaborou em numerosas obras, como a Scheepvaarthuis (Casa de Navegação, 1911).
De 1917 a 1952 foi o arquiteto responsável pelas pontes no Departamento de Obras Públicas Municipais de Amsterdão (Amsterdam Dienst Gemeentelijke Publieke Werken), desenhando aproximadamente quatrocentas pontes, das quais cerca de cem foram para o parque da Amsterdamse Bos. Para estas pontes também costumava desenhar as casas ponte associadas, o trabalho de forjamento e até mesmo os planos de paisagem. Fora de Amsterdão desenhou, entre outras obras, as lojas Bijenkorf em Haia, e três vilas no Parque Meerwijk de Bergen.